# Vama, Satu Mare
Vama (în maghiară Vámfalu) este satul de reședință al comunei cu același nume din județul Satu Mare, Transilvania, România.

## Localizare
Localitatea Vama este situată în partea de est a județului Satu Mare, la 4 km de orașul Negrești–Oaș și la 45 km distanță de municipiul Satu Mare, reședința județului și are ca vecini: la nord-est orașul Negrești-Oaș, la vest comuna Orașu Nou și satul Racșa iar la sud satul Nistru, județul Maramureș.
La 9 km de localitatea Vama se găsesc Băile Puturoasa.